# Casa consistorial de Azcoitia

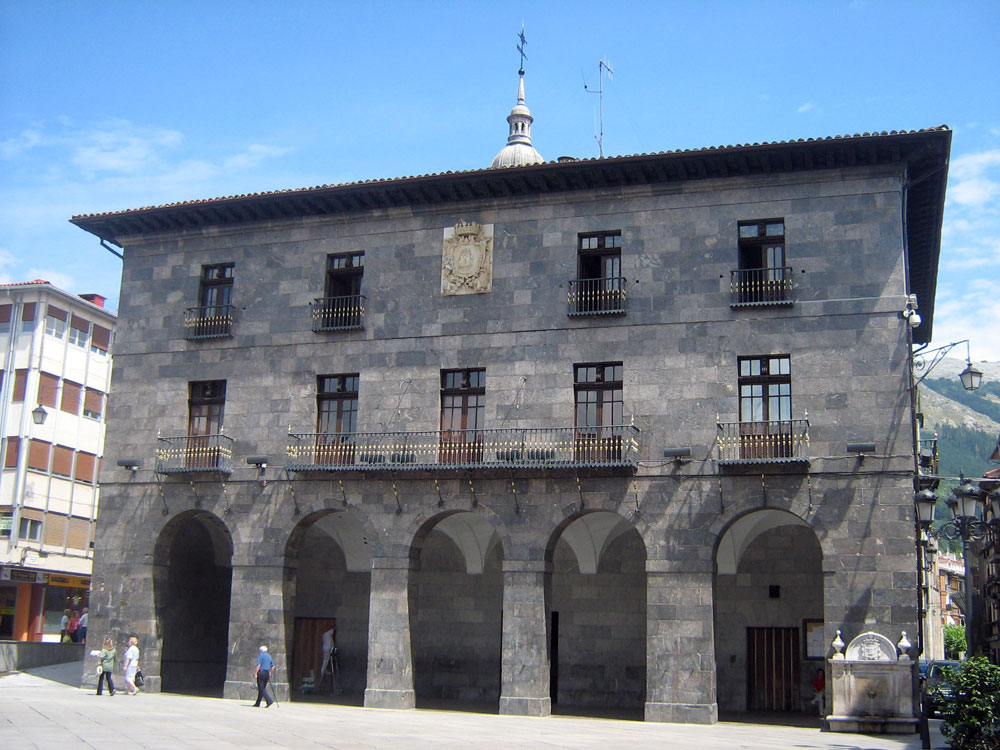
Fachada principal del ayuntamiento.

La casa consistorial de Azcoitia es un edificio ubicado en el centro de Azcoitia, localidad perteneciente a Guipúzcoa (España).
Fue construida en el año 1730 por el arquitecto José de Lizardi. Se trata de un edificio de corte barroco, que desde entonces alberga las instituciones municipales de Azcoitia. El edificio tiene dos características particulares: en la parte superior cuenta con el escudo de armas de la localidad, y en la parte inferior alberga el Kontsejupe, un lugar de culto en el mundo de la pelota vasca que permite que hablar de Azcoitia sea hablar de una de las cunas de dicho deporte.